# TV Nova (společnost)
TV Nova s. r. o., dříve CET 21 spol. s r. o. je česká mediální společnost, která vlastní vysílací licence pro všechny kanály Nova Group. Společnost se také profiluje jako producentské centrum, kdy se sfúzovala s MediaPro Pictures. Majitelem společnosti je mediální konglomerát CME (Central European Media Enterprises), který od roku 2020 vlastní firma PPF sídlící v Amsterdamu.

## Historie
Mediální společnost TV Nova byla založena jako CET 21 v červnu 1992 zakladateli Fedorem Gálem, Josefem Alanem, Péterem Hunčíkem a Vlastimilem Venclíkem. Společnost byla do obchodního rejstříku zapsaná 22. června 1992. Později postupně podíly zakladatelů odkupoval mediální konglomerát CME. V roce 1997 se do čela společnosti dostal Vladimír Železný, který se rozhodl od společnosti CME trhnout a rozjet s CET 21 televizi bez CME. Po několika letech však byla společnost CET 21 koupená společností PPF, která nahradila Vladimíra Železného Petrem Dvořákem. V roce 2004 CME odkoupila od PPF společnost CET 21 a opět ji získala pod sebe. Do společnosti TV Nova byli od 14. října 2013 jmenováni noví jednatelé Christoph Benedict Mainusch, David Stogel a David Sturgeon.
Dne 3. února 2017 bylo oznámeno, že v průběhu jara dojde k přejmenování skupiny CET 21 s. r. o. na TV Nova, s. r. o. Dne 20. března 2017 bylo upřesněno, že k přejmenování dojde 1. dubna 2017.

## Nova Group
TV Nova s. r. o. je vlastníkem všech televizních licencí k provozování Nova Group. Vysílání první komerční TV Nova bylo důvodem k založení mediální společnosti. Licenci k provozování TV Nova získala 30. ledna 1993. Momentálně společnost vlastní jedenáct licencí na televizní vysílání a jednu licenci k internetovému vysílání. Od roku 2009 až do konce roku 2013 vlastnila i televizní licenci k české a slovenské mutaci MTV.
Seznam televizních/internetových stanic, pro které TV Nova s. r. o. vlastní licence:
| Logo                    | Název                                                             | Popis | HD verze  |
| ----------------------- | ----------------------------------------------------------------- | --- | --------- |
| Logo TV Nova            | TV Nova Spuštění: 4. února 1994 Licence: 30. ledna 1993           | Hlavní stanice všeobecného zaměření, jedná se o nejsledovanější českou televizní stanici (20,3% podíl na trhu, březen 2018). Vysílá zábavní program a reality show, seriály z původní i zahraniční produkce (např. Mentalista, Námořní vyšetřovací služba, Dr. House, Dva a půl chlapa, Stalker, Odložené případy a další), filmy, programy pro děti, zpravodajství různé pořady a další. Televizní stanice se těší vysoké oblibě již od spuštění roku 1994. V letech 2017–2022 vysílala také v časově posunuté verzi Nova +1 HD. | Yes check |
| Logo Nov Fun            | Nova Fun Spuštění: 23. prosince 2012 Licence: 4. prosince 2012    | Doplňková stanice zaměřující se na komediální seriály, filmy (např. Mike a Molly, Přátelé, Ženatý se závazky, Dva a půl chlapa, 2 Socky, Sex ve městě, Zpátky do školy a další), dětský blok (Smíškové) ale také doplňkové pořady k TV Nova, seriály či zpravodajství (TN2). Stanice drží ve sledovanosti podíl na trhu 1,8 % (březen 2018). | Yes check |
| Logo Nova Cinema        | Nova Cinema Spuštění: 1. prosince 2007 Licence: 25. října 2007    | Filmová stanice zaměřující se na české i zahraniční filmy všech žánrů. Ty tvoří většinu vysílacího schématu, doplňují je zahraniční seriály (např. Pohřešovaní, Upíří deníky, Komisař Rex a další) a také dětské bloky. Stanice drží ve sledovanosti podíl na trhu 4,1 % (březen 2018). | Yes check |
| Logo Nova Action        | Nova Action Spuštění: 14. července 2012 Licence: 23. srpna 2011   | Stanice zaměřená na mužské publikum. Vysílá především zahraniční akční seriály a filmy (Kriminálka Las Vegas, Kobra 11, Walker Texas Ranger, Černá listina, Agenti S.H.I.E.L.D., Zoo, Útěk z vězení, Ray Donovan, Válka skladů a další), sportovní přenosy (především hokej, basketbal, box ad.) nebo erotiku. Stanice drží ve sledovanosti podíl na trhu 2,7 % (březen 2018) | Yes check |
| Logo Nova Sport 1       | Nova Sport 1 Spuštění: 4. října 2008 Licence: 10. září 2008       | Placený sportovní kanál TV Nova. Vysílá sportovní přenosy, např. NHL, NBA, NFL, Ligue 1, FA Cup, EFL Cup, DFB-Pokal, Coupe de France, 1. slovenskou fotbalovou ligu, PDC, Six Nations, Premiership Rugby ad. | Yes check |
| Logo Nova Sport 2       | Nova Sport 2 Spuštění: 5. září 2015 Licence: 5. srpna 2015        | Placený sportovní kanál TV Nova. Vysílá stejné sportovní přenosy jako Nova Sport 1. | Yes check |
| Logo Nova Sport 3       | Nova Sport 3 Spuštění: 13. srpna 2021 Licence: 1. července 2021   | Placený sportovní kanál TV Nova. Vysílá sportovní přenosy, především fotbalové zápasy, a to Ligu mistrů UEFA, Bundesligu, La Ligu, Sérii A, Superpohár UEFA, DFL-SuperCup a Coupe de France. Stanice je dostupná v nabídce u operátorů O2 TV, T-Mobile Czech Republic, Slovak Telekom a DIGI Slovakia. | Yes check |
| Logo Nova Sport 4       | Nova Sport 4 Spuštění: 13. srpna 2021 Licence: 1. července 2021   | Placený sportovní kanál TV Nova. Vysílá stejné sportovní přenosy jako Nova Sport 3. | Yes check |
| Logo Nova Sport 5       | Nova Sport 5 Spuštění: 29. února 2024 Licence: 30. ledna 2024     | Placený sportovní kanál TV Nova se zaměřením na motorsport, bude vysílat závody formule 1, formule 2, formule 3, F1 Academy a Porsche Supercup. Stanice je dostupná v nabídce u operátorů O2 TV a Skylink. | Yes check |
| Logo Nova Sport 6       | Nova Sport 6 Spuštění: 29. února 2024 Licence: 30. ledna 2024     | Placený sportovní kanál TV Nova se zaměřením na motorsport, bude vysílat závody MotoGP, WorldSBK nebo ženské série FIM. Stanice je dostupná v nabídce u operátora O2 TV. | Yes check |
| Logo Nova International | Nova International Spuštění: 1. února 2016 Licence: 6. ledna 2016 | Kanál pro Slovensko. Vysílá pouze vlastní tvorbu, k níž má vysílací práva také pro zahraničí. | Yes check |
| Logo Nova Gold          | Nova Gold Spuštění: 22. února 2013 Licence: 5. února 2013         | Stanice vysílající bývalou „zlatou“ tvorbu televize Nova, tedy úspěšné dříve vysílané pořady skupiny. Doplňují je příležitostné zahraniční seriály, především telenovely. V dopoledních hodinách a podvečer vysílá pásmo dětských seriálů (SpongeBob v kalhotách, Scooby-Doo, Oggy a Škodíci, Kung-Fu Panda, Želvy Ninja, …) Stanice drží ve sledovanosti podíl na trhu 1,1 % (březen 2018). | X mark    |
| Logo Nova Lady          | Nova Lady Spuštění: 18. října 2021 Licence: 12. srpna 2021        | Stanice zaměřena na ženské publikum. Vysílá české i zahraniční romantické seriály, filmy a reality show. |           |

Seznam televizních/internetových stanic, pro které TV Nova s. r. o. vlastnila licence:
- TV JOJ — slovenská celoplošní soukromná televzní stanice; 50% licence od 2002 do 2005; zvyšních 50% stanice převzala společnost Grafobal
- MTV — placený hudební kanál; licence od 2009 do 31. prosince 2013; stanici převzala společnost Viacom[24]
- Nova News — internetový zpravodajský kanál; licence od 14. června 2012;[25] do 21. dubna 2014; stanice zanikla[26]
- TN LIVE — internetový zpravodajský kanál od 3. května 2021[27]

Seznam webových stránek, které TV Nova s. r. o. vlastní:
- Nova.cz — oficiální webové stránky pro stanici Nova
- TN.cz — zpravodajský portál
- oneplay.cz — placený filmový a seriálový portál

## Fúze TV Nova s. r. o.

### CME Media Services
Ke dni 31. prosince 2006 se CME Media Services s. r. o. sloučila a zanikla, čímž její jmění bylo převedeno společnosti CET 21.

### VILJA/CME Media Investments
Ke dni 4. srpna 2008 byly převedeny společnosti Vilja a. s. a CME Media Investments s. r. o. pod mediální společnost CET 21.

### HARTIC/Galaxie sport
V roce 2008 společnost CET 21 získala další společnosti HARTIC a. s., která pod sebou vlastnila Galaxie sport s. r. o. Během fúze obě firmy zanikly a nahradila je CET 21.

### Mediafax/BLOG Internet/Jyxo
V roce 2010 CET 21 koupila od Adriana Sârbua, bývalého generálního ředitele CME, jeho společnost Mediafax s. r. o. v hodnotě jednoho eura. Firma patřila pod CET 21, ale název jako takový (Mediafax) nezanikl a stále vystupoval na internetu. Dále CET 21 zfúzovala své další dceřiné společnosti BLOG Internet, s. r. o. a Jyxo s. r. o., které se objevovaly dlouhodobě ve ztrátách. Obě fúzí zanikly. Veškeré povinnosti těchto tří firem padly na CET 21. Některé zaměstnance zaniklých firem zařadila společnost k Nova Group. Dne 7. listopadu 2013 společnost Mediafax z důvodu restrukturalizace společnosti zanikla.

### Media Pro Pictures
V roce 2010 získala CET 21 kontrolu nad producentskou společností MediaPro Pictures, se kterou se v roce 2013 rozhodla definitivně zfúzovat se zánikem MediaPro Pictures. MPP zfúzovala s CET 21 ke dni 30. června 2013. Po fúzi je veškerá výroba původních pořadů televize Nova pod pokličkou CET 21.

## Dceřiné společnosti
- Nadace Nova